# 島田弦
島田 弦（しまだ ゆずる、1970年 - ）は、日本の法学者、博士（学術）（名古屋大学）。専門は、アジア法・開発法学・インドネシア法・平和構築と法。名古屋大学大学院国際開発研究科教授。

## 略歴
- 1993年  金沢大学法学部卒業。
- 1995年　名古屋大学大学院国際開発研究科修士課程修了。
- 2002年　名古屋大学大学院国際開発研究科博士後期課程修了。
- 2003年　日本学術振興会特別研究員。
- 2005年　名古屋外国語大学外国語学部講師。
- 2007年　名古屋大学大学院国際開発研究科准教授（のちに教授昇任）。

## 所属学会
- アジア法学会
- 日本法社会学会

## 関連リンク
- 名古屋大学教員データベース
- reseachmap
- 研究室のHP

| スタブアイコン | サブスタブ | この項目は、まだ閲覧者の調べものの参照としては役立たない、人物に関連した書きかけの項目です。この項目を加筆・訂正などしてくださる協力者を求めています（P:人物伝/PJ:人物伝）。 |